# Stockholmi Addiktológiai Centrum
A Stockholmi Addiktológiai Centrum (svédül: Beroendecentrum Stockholm) Stockholm megye egészségügyi önkormányzatának (Landsting) pszichiátriai szektorához tartozó klinika. Ehhez a szektorhoz tartozik további hat általános pszichiátriai klinika és a megyét átfogó gyermek- és serdülőpszichiátriai klinika is.
A Stockholmi Addiktológiai Centrum a régió 1,8 millió lakosának addiktológiai szakellátását biztosítja.

## Felépítése
A klinikának közel 700 alkalmazottja van, ebből 80 szakorvos, 200 szakápoló, 200 segédápoló, 35 pszichológus, és kb. 20 egyéb diplomával rendelkező ember.
A klinika kb. 65 különböző egységet foglal magában. Ezek többsége területi szakrendelő, szakorvossal, nővérekkel, segédápolókkal és pszichológus igénybevételének lehetőségével. A szakrendelők egy-egy 8000-100 000 fős terület (jellemzően egy kerület vagy egy község) lakosait látják el, és általában a helyi önkormányzat függőségi betegeket segítő egységével közös helyiségekben működnek.
Ezen kívül vannak speciális szakrendelők, amelyek például kisgyermekes nők, terhesek, fiatalok ellátására, metadonkezelésre, a nyugtató- és fájdalomcsillapító szerek kiváltotta függőségre, vagy prevencióra szakosodtak. Van továbbá egy ifjúsági klinika a 18 év alattiak ellátására, rendelővel, akut részleggel és osztállyal, valamint mintegy tíz további ifjúsági szakrendelő.
A klinikának van egy akut részlege, hozzá kapcsolódó felvételi osztállyal, valamint további egy-egy osztály alkoholbetegek, illetve kábítószerfüggők kezelésére. A klinikán kutatás és oktatás is zajlik a Karolinska Intézettel való együttműködés keretében.